# Temple de Koneswaram
 (mars 2016).
Le temple Koneswaram de Trincomalee (tamoul :  திருக் கோணேச்சரம் கோயில்) ou Thirukonamalai Temple Konesar  - Le temple des Mille Piliers et Dakshina - Then Kailasam,  est un ensemble de temples hindous de la période classique médiévale[pas clair] à Trinquemalay. C’est un lieu de pèlerinage pour hindous dans la province orientale, au Sri Lanka.

## Étymologie
En tamoul, Koneswaram vient de Ko, qui signifie roi ou seigneur et de iswaram -Iswara est un des noms du dieu suprême Shiva- et le suffixe -m indique la place. Ainsi Kon-eswara-m signifie la place du dieu Shiva. 
Il existe d'autres iswaram dans l'île connus sous de nom de pancha-iswaram (les cinq iswaram). Cependant, celui de Koneswaram est le plus connu dans le Monde de par son importance historique et mythologique. 

## Histoire
Le temple a peut-être été construit durant le règne de Ellalan, un roi tamoul de la dynastie Chola qui devint roi d'Anuradhapuram en 205 av J.C
Au Moyen Age, les souverains tamouls des dynasties Chola et Pandya financent la restauration du temple. Plusieurs inscriptions déposées vers l'an 1000 ont ainsi été retrouvées dans la région. 